# Отар-Мойнак Джамі
Отар-Мойнак Джамі (крим. Otar Moynaq Cami) — мечеть, що будується, в селі Отар-Мойнак (Уютне) Євпаторійського району, Автономна Республіка Крим.
Нова мечеть вміщатиме близько 200 осіб.

## Історія
Мечеть будується з 2015 року на кошти громади та небайдужих мусульман.
В березні 2020 року на будівлі з'явився купол. Місцеві жителі виготовили його самостійно та підняли на будівлю.